# دنيس إم. مكارثي
دنيس إم. مكارثي (بالإنجليزية: Dennis M. McCarthy)‏ هو محامي أمريكي، ولد في 1 فبراير 1945 في كليفلاند في الولايات المتحدة.